# Eupithecia suffecta
Eupithecia suffecta är en fjärilsart som beskrevs av W. Warren 1904. Eupithecia suffecta ingår i släktet Eupithecia och familjen mätare. Inga underarter finns listade i Catalogue of Life.